# فورست هیلز (میشیگان)
فورست هیلز (به انگلیسی: Forest Hills) یک منطقهٔ مسکونی در ایالات متحده آمریکا است که در شهرستان کنت، میشیگان واقع شده‌است. فورست هیلز ۱۳۱٫۵ کیلومتر مربع مساحت و ۲۵٬۸۶۷ نفر جمعیت دارد و ۱۹۲ متر بالاتر از سطح دریا واقع شده‌است.